# Timo Wehrle
Timo Wehrle (* 25. Juni 1996 in Glottertal) ist ein deutscher Fußballspieler. Er wird meist als Rechtsaußen aufgeboten und steht beim SV Linx unter Vertrag.

## Karriere
Nach den Stationen SV Rot-Weiss Glottertal, FC Denzlingen und SC Freiburg wechselte er 2013 in die A-Jugend der SpVgg Unterhaching. Am 30. Juli 2014 debütierte er in der zweiten Mannschaft des Vereins beim 2:2 gegen den SV Raisting. Sein erstes Tor für die zweite Mannschaft erzielte er im Rückspiel gegen den SV Raisting am 23. November 2014, als er beim 2:0-Sieg sein Team in der 88. Minute mit 1:0 in Führung brachte. Zu seinem Profidebüt kam er am 5. August 2014 beim Spiel der ersten Mannschaft gegen Jahn Regensburg in der 3. Liga. Beim 2:0-Sieg wurde er in der 87. Minute von Trainer Christian Ziege für Pascal Köpke eingewechselt.
Nach einer Saison im Männerbereich bei der SpVgg Unterhaching wechselte er im Sommer 2015 zu seinem Jugendverein FC Denzlingen, welcher in der Landesliga Südbaden spielte. Er erreichte mit der Mannschaft den ersten Platz in der Staffel 2 der Landesliga und sicherte sich dadurch die Meisterschaft und den Aufstieg in die Verbandsliga Südbaden. Zur Saison 2017/18 wechselte Wehrle zum Bahlinger SC in die Oberliga Baden-Württemberg. Im Januar 2019 kehrte er für die Rückrunde zum FC Denzlingen zurück. Zur neuen Spielzeit 2019/20 wechselte er zum Oberligisten SV Linx.

## Erfolge
- Aufstieg in die Verbandsliga Südbaden: 2016